# Знаки почтовой оплаты СССР (1948)
Зна́ки почто́вой опла́ты СССР (1948) — перечень (каталог) знаков почтовой оплаты (почтовых марок), введённых в обращение дирекцией по изданию и экспедированию знаков почтовой оплаты Министерства связи СССР в 1948 году.

## Список коммеморативных (памятных) марок
Порядок следования элементов в таблице соответствует номеру по каталогу марок СССР (ЦФА), в скобках приведены номера по каталогу «Михель».
| № по каталогу                                                    | Изображение | Описание и источники                                                           | Номинал   | Дата выпуска          | Тираж     | Художник            |
| ---------------------------------------------------------------- | ----------- | ------------------------------------------------------------------------------ | --------- | --------------------- | --------- | ------------------- |
| (ЦФА [АО «Марка»] № 1309) (Mi #1246)                             |             | Серия «Спорт в СССР» (II выпуск года): - Кросс.                                | 0,15 руб. | 15 сентября 1948 года | 2 000 000 | Владимир Андреев    |
| (ЦФА [АО «Марка»] № 1310) (ЦФА [АО «Марка»] № 1310-1) (Mi #1247) |             | Серия «Спорт в СССР» (II выпуск года): - Футбол.                               | 0,30 руб. | 15 сентября 1948 года | 3 000 000 | Владимир Андреев    |
| (ЦФА [АО «Марка»] № 1311) (Mi #1248)                             |             | Серия «Спорт в СССР» (II выпуск года): - Водно-моторный спорт, скутер.         | 0,45 руб. | 15 сентября 1948 года | 1 000 000 | Владимир Андреев    |
| (ЦФА [АО «Марка»] № 1312) (Mi #1249)                             |             | Серия «Спорт в СССР» (II выпуск года): - Прыжки в воду.                        | 0,50 руб. | 15 сентября 1948 года | 1 000 000 | Владимир Андреев    |
| (ЦФА [АО «Марка»] № 1345) (Mi #949b)                             |             | Серия «Ордена и медали СССР»: - Орден Богдана Хмельницкого, лилово-коричневая. | 2,00 руб. | 14 декабря 1948 года  | 2 000 000 | Александр Мандрусов |
| (ЦФА [АО «Марка»] № 1346) (Mi #950b)                             |             | Серия «Ордена и медали СССР»: - Орден Победы, кирпично-красная.                | 3,00 руб. | 14 декабря 1948 года  | 2 000 000 | Александр Мандрусов |

## Выпуски стандартных марок

### Седьмой выпуск стандартных марок (1948—1954)
В мае 1948 года в обращение поступили марки седьмого стандартного выпуска, который издавался до сентября 1954 года. Седьмой стандартный выпуск стал первым послевоенным. Серия состояла из марок восьми номиналов. На миниатюрах художник Василий Завьялов изобразил: шахтёра (5 копеек), моряка (10 копеек), лётчика (15 копеек), колхозницу (20 копеек), Герб и флаг СССР (30 копеек), учёного (45 копеек), Спасскую башню Московского кремля (50 копеек) и солдата-пехотинца (60 копеек). Впервые стандартная серия была отпечатана способом глубокой печати.
Порядок следования элементов в таблице соответствует номеру по каталогу марок СССР (ЦФА), в скобках приведены номера по каталогу «Михель».
| № по каталогу                        | Изображение | Описание и источники               | Номинал   | Дата выпуска     | Тираж    | Художник         |
| ------------------------------------ | ----------- | ---------------------------------- | --------- | ---------------- | -------- | ---------------- |
| (ЦФА [АО «Марка»] № 1247) (Mi #1203) |             | Шахтёр.                            | 0,05 руб. | 15 мая 1948 года | массовый | Василий Завьялов |
| (ЦФА [АО «Марка»] № 1248) (Mi #1204) |             | Моряк.                             | 0,10 руб. | 15 мая 1948 года | массовый | Василий Завьялов |
| (ЦФА [АО «Марка»] № 1249) (Mi #1205) |             | Лётчик.                            | 0,15 руб. | 15 мая 1948 года | массовый | Василий Завьялов |
| (ЦФА [АО «Марка»] № 1250) (Mi #1206) |             | Колхозница.                        | 0,20 руб. | 15 мая 1948 года | массовый | Василий Завьялов |
| (ЦФА [АО «Марка»] № 1251) (Mi #1207) |             | Герб и флаг СССР.                  | 0,30 руб. | 15 мая 1948 года | массовый | Василий Завьялов |
| (ЦФА [АО «Марка»] № 1252) (Mi #1209) |             | Учёный у микроскопа.               | 0,45 руб. | 15 мая 1948 года | массовый | Василий Завьялов |
| (ЦФА [АО «Марка»] № 1253) (Mi #1210) |             | Спасская башня Московского Кремля. | 0,50 руб. | 15 мая 1948 года | массовый | Василий Завьялов |
| (ЦФА [АО «Марка»] № 1254) (Mi #1211) |             | Солдат-пехотинец.                  | 0,60 руб. | 15 мая 1948 года | массовый | Василий Завьялов |

### Дополнительный выпуск стандартных марок (1948—1954)
В сентябре 1948 года выпущена высокономинальная марка дополнительного стандартного выпуска. Миниатюра повторяет рисунок марки  (ЦФА [АО «Марка»] № 806) стандартного выпуска «Кремль» (1941 года) в малом формате. Отпечатана способом глубокой печати (как марки седьмого стандартного выпуска), однако отличается качеством бумаги и зубцовкой. Кроме того, марка отличается от почтовых марок восьмой стандартной серии, отпечатанных офсетным способом. Марка была переиздана массовым тиражом в 1953 году  (ЦФА [АО «Марка»] № 1255Б)  (Mi #1245II) на плотной бумаге и с уменьшенным размером рисунка (14,5×21,5 мм), а также в 1954 году на офсетной бумаге (размер рисунка 14,25×21,0 мм) —  (ЦФА [АО «Марка»] № 1255-I).
| № по каталогу                         | Изображение | Описание и источники                                  | Номинал   | Дата выпуска       | Тираж    | Художник         |
| ------------------------------------- | ----------- | ----------------------------------------------------- | --------- | ------------------ | -------- | ---------------- |
| (ЦФА [АО «Марка»] № 1255) (Mi #1245I) |             | Спасская башня Московского Кремля (рисунок 15×22 мм). | 1,00 руб. | сентябрь 1948 года | массовый | Василий Завьялов |

### Восьмой выпуск стандартных марок (1948—1958)
С октября 1948 года в обращение начали поступать марки восьмого стандартного выпуска. Первыми были переизданы марки, повторяющие рисунки предыдущего (седьмого) стандартного выпуска, выполненные Василием Завьяловым, однако были несколько изменены цвет и номинал: «Герб и флаг СССР» — 40 копеек. Кроме того, были выпущены восокономинальные марки «Самолёт и знамя ВВС» с различными вариантами зубцовки, качества бумаги и размером миниатюры. Марки печатались офсетным способом. В отличие от остальных марок восьмого выпуска, миниатюры которых повторяли рисунки стандартных марок седьмого выпуска художника Василия Завьялова, марка номиналом в 1 рубль вышла в увеличенном формате и с новым рисунком — самолёт и флаг ВВС СССР.
Порядок следования элементов в таблице соответствует номеру по каталогу марок СССР (ЦФА), в скобках приведены номера по каталогу «Михель».
| № по каталогу                           | Изображение | Описание и источники                                                            | Номинал   | Дата выпуска         | Тираж    | Художник         |
| --------------------------------------- | ----------- | ------------------------------------------------------------------------------- | --------- | -------------------- | -------- | ---------------- |
| (ЦФА [АО «Марка»] № 1383) (Mi #1335-Ia) |             | Государственный герб и флаг СССР, 16 лент, кирпично-красная (рисунок 15×22 мм). | 0,40 руб. | 16 октября 1948 года | массовый | Василий Завьялов |
| (ЦФА [АО «Марка»] № 1385) (Mi #1297AI)  |             | Самолёт и знамя ВВС.                                                            | 1,00 руб. | 10 декабря 1948 года | массовый | Василий Завьялов |
| (ЦФА [АО «Марка»] № 1385А) (Mi #1297CI) |             | Самолёт и знамя ВВС.                                                            | 1,00 руб. | 10 декабря 1948 года | массовый | Василий Завьялов |

## Комментарии
1. ↑  Ниже приведён перечень памятных художественных марок (с возможностью сортировки по номиналу, тиражу и дате введения в обращение).
2. ↑  Спорт в СССР. Второй выпуск года. Кросс, фиолетовая. Глубокая печать на бумаге, без водяного знака, растр ГР, перфорирована: линейная зубцовка 12½ (на каждые 2 сантиметра края марки приходится 12½ зубцов). В марочных листах 100 (10×10) марок[2][6][7][8].
3. ↑  Спорт в СССР. Второй выпуск года. Футбол, светло-коричневая. Глубокая печать на бумаге, без водяного знака, растр ГР. Разновидность  (ЦФА [АО «Марка»] № 1310-1) — растр ВР. Перфорирована: линейная зубцовка 12½ (на каждые 2 сантиметра края марки приходится 12½ зубцов). В марочных листах 100 (10×10) марок[2][6][7][8].
4. ↑  Спорт в СССР. Второй выпуск года. Скутер. Водно-моторный спорт, тёмно-коричневая. Глубокая печать на бумаге, без водяного знака, растр ГР, перфорирована: линейная зубцовка 12½ (на каждые 2 сантиметра края марки приходится 12½ зубцов). В марочных листах 100 (10×10) марок[2][6][7][8].
5. ↑  Спорт в СССР. Второй выпуск года. Прыжки в воду, голубая. Глубокая печать на бумаге, без водяного знака, растр ГР, перфорирована: линейная зубцовка 12½ (на каждые 2 сантиметра края марки приходится 12½ зубцов). В марочных листах 100 (10×10) марок[2][6][7][8].
6. ↑  Серия «Ордена и медали СССР»: Орден Богдана Хмельницкого, лилово-коричневая. Смотри также марки  (ЦФА [АО «Марка»] № 961)  (Mi #949a) (1945) и  (ЦФА [АО «Марка»] № 1389)  (Mi #949c) (1949). Металлография на плотной бумаге, перфорирована: линейная зубцовка 12½ (на каждые 2 сантиметра края марки приходится 12½ зубцов). В марочных листах 100 (10×10) марок[2][10][11].
7. ↑  Серия «Ордена и медали СССР»: Орден Победы, кирпично-красная. Смотри также марки  (ЦФА [АО «Марка»] № 962)  (Mi #950a) (1945) и  (ЦФА [АО «Марка»] № 1390)  (Mi #950c) (1949). Металлография на плотной бумаге, перфорирована: линейная зубцовка 12½ (на каждые 2 сантиметра края марки приходится 12½ зубцов). В марочных листах 100 (10×10) марок[2][10][11].
8. 1 2  Ниже приведён перечень стандартных марок (с возможностью сортировки по номиналу, тиражу и дате введения в обращение).
9. ↑  Шахтёр, чёрная. Глубокая печать на бумаге без водяного знака, перфорирована: линейная зубцовка 12½ (на каждые 2 сантиметра края марки приходится 12½ зубцов). В марочных листах по 200 (20×10) экземпляров[2][14][16].
10. ↑  Моряк, фиолетовая. Глубокая печать на бумаге без водяного знака, перфорирована: линейная зубцовка 12½ (на каждые 2 сантиметра края марки приходится 12½ зубцов). В марочных листах по 200 (20×10) экземпляров[2][14][16].
11. ↑  Лётчик, голубая. Глубокая печать на бумаге без водяного знака, перфорирована: линейная зубцовка 12½ (на каждые 2 сантиметра края марки приходится 12½ зубцов). В марочных листах по 200 (20×10) экземпляров[2][14][16].
12. ↑  Колхозница, коричневая. Глубокая печать на бумаге без водяного знака, перфорирована: линейная зубцовка 12½ (на каждые 2 сантиметра края марки приходится 12½ зубцов). В марочных листах по 200 (20×10) экземпляров[2][14][16].
13. ↑  Герб и флаг СССР, кирпично-красная. Глубокая печать на бумаге без водяного знака, перфорирована: линейная зубцовка 12½ (на каждые 2 сантиметра края марки приходится 12½ зубцов). В марочных листах по 200 (20×10) экземпляров[2][14][16].
14. ↑  Учёный у микроскопа, лиловая. Глубокая печать на бумаге без водяного знака, перфорирована: линейная зубцовка 12½ (на каждые 2 сантиметра края марки приходится 12½ зубцов). В марочных листах по 200 (20×10) экземпляров[2][14][16].
15. ↑  Спасская башня Московского Кремля, голубая. Глубокая печать на бумаге без водяного знака, перфорирована: линейная зубцовка 12½ (на каждые 2 сантиметра края марки приходится 12½ зубцов). В марочных листах по 200 (20×10) экземпляров[2][14][16].
16. ↑  Солдат-пехотинец, зелёная. Глубокая печать на бумаге без водяного знака, перфорирована: линейная зубцовка 12½ (на каждые 2 сантиметра края марки приходится 12½ зубцов). В марочных листах по 200 (20×10) экземпляров[2][14][16].
17. ↑  Спасская башня Московского Кремля, кирпично-красная (размер рисунка 15×22 мм). Глубокая печать на бумаге без водяного знака, перфорирована: комбинированная гребенчатая зубцовка 12:12½ (на каждые 2 сантиметра края марки приходится 12:12½ зубцов). Разновидности:  (ЦФА [АО «Марка»] № 1255А) на тонкой бумаге и  (ЦФА [АО «Марка»] № 1255а) — красно-карминовая. В марочных листах по 100 (10×10) экземпляров[2][14][17].
18. ↑  Государственный герб и флаг СССР, 16 лент, кирпично-красная, большой размер рисунка (15×22 мм). Штриховой офсет на простой бумаге, перфорирована: комбинированная гребенчатая зубцовка 12:12½ (на каждые 2 сантиметра края марки приходится 12:12½ зубцов). Разновидности по типу клише: тип I  (ЦФА [АО «Марка»] № 1383) — на рисунке штрихи верхней рамки разъединены; тип II  (ЦФА [АО «Марка»] № 1383-А) — штрихи верхней рамки соприкасаются; тип III  (ЦФА [АО «Марка»] № 1383-Б) — литеры «О» и «С» вытянуты. В марочных листах по 100 (10×10) экземпляров[20][21][22].
19. ↑  Самолёт и знамя ВВС, серо-синяя, размер рисунка 22×33 мм. Офсетная печать на простой бумаге, перфорирована: комбинированная гребенчатая зубцовка 12½:12 (на каждые 2 сантиметра края марки приходится 12½:12 зубцов). Разновидность  (ЦФА [АО «Марка»] № 1385Б) на плотной бумаге и  (Mi #1297AII) (размер рисунка 22,3×33,3 мм). В марочных листах по 100 (10×10) экземпляров[20][21][18].
20. ↑  Самолёт и знамя ВВС, серо-синяя, размер рисунка 22×33 мм. Офсетная печать на простой бумаге, перфорирована: линейная зубцовка 12½ (на каждые 2 сантиметра края марки приходится 12½ зубцов). Разновидность  (ЦФА [АО «Марка»] № 1385БА) на плотной бумаге и  (Mi #1297CII) (размер рисунка 22,3×33,3 мм). В марочных листах по 100 (10×10) экземпляров[20][21][18].